# Ursus
 Ovo je glavno značenje pojma Ursus. Za nizozemsku votku pogledajte Ursus (votka).
Ursus, rod zvijeri iz pordice Ursidae. Obuhvaća više vrsta, a uz rodove Melursus i Helarctos čini jedine preživjele medvjede potporodice ursinae, dok su ostali rodovi izumrli to su Amphicticeps †, Amphicynodon †  Kolponomos † i Parictis †.
Usprkos svojoj tjelesnoj težini medvjedi si izuzetno brze životinje, a hrana je i biljnog i životinjskog porijekla, a neke vrste poznte po vještini hvatanja lososa.

## Vrste
- Ursus americanus Pallas, 1780 - Baribal, američki crni medvjed
- Ursus arctos Linnaeus, 1758 - smeđi medvjed
- Ursus arvernensis Croizet & Jobert, 1828 †
- Ursus boeckhi Schlosser, 1899 †
- Ursus deningeri Richenau, 1904 †
- Ursus etruscus Cuvier, 1823 - etruščanski medvjed  †
- Ursus maritimus Phipps, 1774 - Polarni medvjed
- Ursus minimus Devèze & Bouillet, 1827  †
- Ursus namadicus Falconer & Cautley, 1836 †
- Ursus rossicus Borissiak, 1930 †
- Ursus savini (Andrews, 1922)  †
- Ursus spelaeus Rosenmüller, 1794 - spiljski medvjed †
- Ursus thibetanus G. Cuvier, 1823 - Mjesečev medvjed
- Ursus wenzensis Stach, 1953 †
- hibrid Ursus arctos horribilis × Ursus maritimus - Grizzly-polarni medvjed